# Monstera pinnatipartita
Monstera pinnatipartita Schott – gatunek wieloletnich, wiecznie zielonych pnączy z rodziny obrazkowatych, pochodzący z obszaru od Kostaryki do Ekwadoru i Gujany, zasiedlający lasy deszczowe strefy równikowej.